# Seiya Fujita
Seiya Fujita (Hokkaido, 2 juni 1987) is een Japans voetballer.

## Carrière
Seiya Fujita speelde tussen 2005 en 2010 voor Consadole Sapporo. Hij tekende in 2011 bij Albirex Niigata.